# Biên chế suốt đời
Tại Nhật Bản, shūshin koyō (終身雇用 chung thân cố dụng) có nghĩa là biên chế suốt đời hay việc làm trọn đời, một chế độ vô cùng cùng phổ biến ở các công ty lớn của Nhật khởi đầu với những thành công về mặt kinh tế trong thập niên 20 của thế kỷ trước xuyên suốt phép màu kinh tế Nhật Bản thời hậu chiến cho đến sau thời kỳ bùng nổ bong bóng giá tài sản Nhật Bản, trong Thập niên mất mát và công cuộc cải cách kinh tế ngay sau đó.

## Lịch sử
Shūshin koyō khởi đầu từ một sự kiện gọi là Shinsotsu-ikkatsu-saiyō (tuyển dụng song song tân cử nhân) trong đó một lượng lớn sinh viên vừa mới tốt nghiệp đại học tất cả sẽ cùng gia nhập một cơ quan, doanh nghiệp ngay lập tức. Nó cho người lao động Nhật Bản thấy được tầm quan trọng của bảo an nghề nghiệp như một phần trong văn hóa quản trị của Nhật Bản, và từ đó gợi ra sự trung thành với cơ quan ở cấp độ cao.